# Cerro del Oro
Cerro del Oro är en ort i Mexiko.   Den ligger i kommunen Guanajuato och delstaten Guanajuato, i den centrala delen av landet, 280 km nordväst om huvudstaden Mexico City. Cerro del Oro ligger 1 862 meter över havet och antalet invånare är 288.
Terrängen runt Cerro del Oro är kuperad norrut, men söderut är den platt. Runt Cerro del Oro är det tätbefolkat, med 356 invånare per kvadratkilometer. Närmaste större samhälle är Guanajuato, 10,0 km norr om Cerro del Oro. Trakten runt Cerro del Oro består till största delen av jordbruksmark.